# Ophiopogon fooningensis
Ophiopogon fooningensis är en sparrisväxtart som beskrevs av Fa Tsuan Wang och Lun Kai Dai. Ophiopogon fooningensis ingår i släktet Ophiopogon och familjen sparrisväxter. Inga underarter finns listade i Catalogue of Life.